# Francisco José Prieto
Francisco José Prieto Fernández (Orense, 18 de agosto de 1968) es un sacerdote católico español, arzobispo de Santiago de Compostela, desde el 3 de junio de 2023 (con nombramiento del 1 de abril). Anteriormente fue obispo auxiliar de la misma archidiócesis, entre 2021 y 2023.

## Biografía
Francisco José nació el 18 de agosto de 1968, en la ciudad española de Orense. Tras completar los estudios eclesiásticos en el Instituto Teológico «Divino Maestro» del Seminario de Orense (1986-1992), obtuvo la licenciatura en Teología patrística en la Facultad de Teología de la Universidad Gregoriana de Roma (1994).
Posteriormente, en la Universidad Pontificia de Salamanca, obtuvo el doctorado en Teología Bíblica, con Premio Extraordinario (2008).

### Sacerdocio

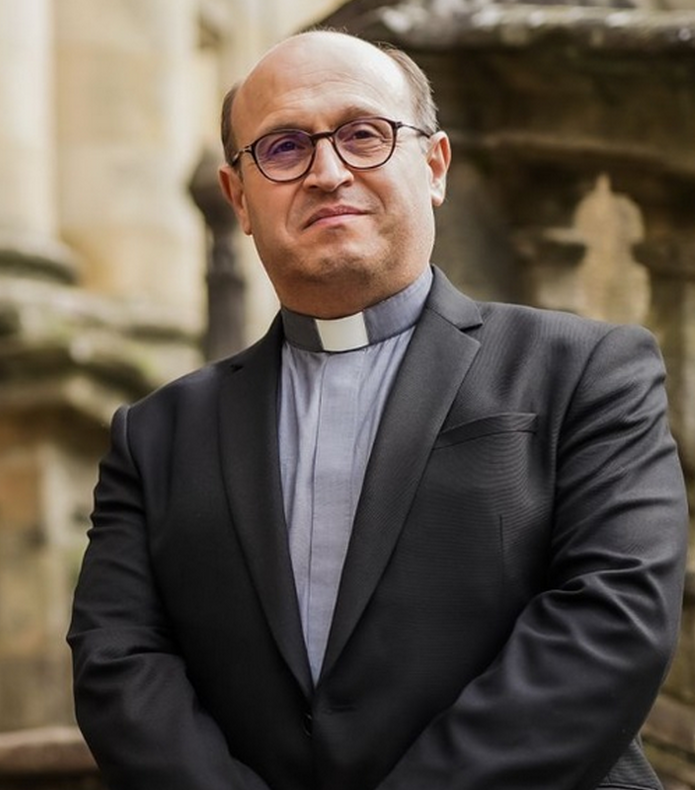
Prieto en 2021.

Fue ordenado diácono el 9 de mayo de 1992, a manos del obispo José Diéguez Reboredo. Su ordenación sacerdotal fue el 26 de junio de 1993, a manos del mismo obispo.
Como sacerdote desempeñó los siguientes ministerios:
- Vicario parroquial de Santa Teresita en Orense (1994-1995).
- Formador del Seminario Menor de Orense (1995-1996).
- Administrador parroquial de Chaguazoso, Manzalvos, Cádavos y Castromil (1996-1997).
- Administrador parroquial de Vilar de Astrés (1997-2001).
- Secretario del Consejo de Redacción de la revista AURIENSIA, publicación del Instituto Teológico «Divino Maestro» de Orense (1998-2021).
- Miembro de la Asociación Bíblica Española, desde 2002.
- Capellán del Monasterio de San José (Clarisas) en Orense (2004-2021).
- Administrador parroquial de Carballeda (O Reino), Torrezuela, Corna y Coiras (2008-2009).
- Vicario parroquial de San Pío X en Orense (2009-2021).
- Profesor invitado en la Facultad de Teología de la Universidad Pontificia de Salamanca (2009-2010).
- Vicario episcopal para la Nueva Evangelización (2012-2021).[5]
- Miembro de la Comisión Teológica Asesora de la Conferencia Episcopal Española, desde 2013.

- Profesor de Patrología, Orígenes del Cristianismo, Metodología, Cristología y Mariología del Instituto Teológico «Divino Maestro» de Orense.
- Profesor invitado en el Instituto Teológico Compostelano (2017-2018).
- Director del Centro de Ciencias Religiosas San Martín, sección del Instituto Superior Compostelano de Ciencias Religiosas.

### Episcopado
Obispo auxiliar de Santiago
El 28 de enero de 2021, el papa Francisco lo nombró obispo titular de Vergi y obispo auxiliar de Santiago de Compostela. Fue consagrado el 10 de abril del mismo año, en la catedral de Santiago de Compostela, a manos del arzobispo Julián Barrio Barrio.
Arzobispo de Santiago
El 1 de abril de 2023 fue nombrado arzobispo de Santiago de Compostela. Su toma de posesión fue el 3 de junio del mismo año.
Conferencia Episcopal Española
En la Conferencia Episcopal Española es, desde marzo de 2024, presidente de la Subcomisión Episcopal para el Patrimonio Cultural. Anteriormente ha sido miembro de la Comisión Episcopal para las Comunicaciones Sociales y de la Subcomisión Episcopal para el Patrimonio Cultural (2021-2024).

## Publicaciones
- “Jonás y la ruina de Israel. Un estudio sobre el In Ionam de Jerónimo”, Auriensia 1 (1998) 87-177.
- “La Biblioteca del Seminario Mayor Divino Maestro de Ourense. Impresos del siglo XVI (1501-1600). I”, Auriensia 2 (1999), 297-325.
- “Quid Athenis et Hierosolymis? La necesidad de una mediación cultural”, Compostellanum 44 (1999), 7-37.
- “Algunas consideraciones sobre los testimonios ‘eucarísticos’ de la Didaché’, Auriensia 3 (2000), 39-60.
- “La Biblioteca del Seminario Mayor Divino Maestro de Ourense. Impresos del siglo XVI (1501-1600). II”, Auriensia 4 (2001), 243-294.
- “La Biblioteca del Seminario Mayor Divino Maestro de Ourense. Impresos del siglo XVI (1501-1600). III”, Auriensia 6 (2003), 331-356
- Impresos y Bibliotecas del siglo XVI en Ourense (editorial Duen de Bux: Orense 2004).
- “Gnosticismo y literatura cristiana apócrifa. Cristianismos perdidos y/o secundarios”, en J. J. Fernández Sangrador (ed.), De Babilonia a Nicea. Metodología para el estudio de Orígenes del Cristianismo y Patrología, Conversaciones de Salamanca 4 (Publicaciones UPSA: Salamanca 2006)
- “La Eucaristía en las catequesis mistagógicas de San Ambrosio”, Auriensia 9 (2006) 27-59.
- Las figuras cambiantes de Jesús en la literatura cristiana antigua, colección Plenitudo Temporis 10 (Publicaciones UPSA: Salamanca 2009).
- “Receptio Pauli, ¿eclipse de Pablo en el siglo II?”, Auriensia  13 (2010) 37-54.
- “Verbum Domini: Verdad, Belleza, Bondad”, Auriensia 14 (2011) 17-35.
- “Del atrio al ágora. Puntos de encuentro, pautas para un diálogo”, Auriensia 17 (2014) 207-224.
- “Caminos, espacios y gentes en los orígenes de la Iglesia Auriense”, Auriensia 20 (2017) 45-72.
- “Mártir: un neologismo de la patrística”, en J. A. Martínez Camino (ed.), Víctimas y mártires. Aproximación histórica y teológica al siglo XX (Encuentro: Madrid  2017) 270-296.
- “Una Iglesia en salida hacia las periferias. En la ruta del Evangelio, ¿sembramos o cosechamos?”, en B. Méndez Fernández (coord.), La Reforma y las reformas en la Iglesia. XVIII Jornadas de Teología del Instituto Teológico Compostelano. Collectanea Scientifica Compostelana 41 (Instituto Teológico Compostelano: Santiago de Compostela 2017) 439-478.
- “Mysterium lunae. Una imagen patrística de la Iglesia para una nueva etapa evangelizadora”, Auriensia 22 (2019) 131-157.
- “La sinodalidad. Raíces, caminos y horizontes en la diócesis de Ourense”, en Los Sínodos de la Iglesia en Ourense (Teófilo Edicións: Pontevedra 2020) 15-81.